# Baks (Srbica)
Pour l’article homonyme, voir Baks.
Baks en albanais et Baks en serbe latin (en serbe cyrillique : Бакс) est une localité du Kosovo située dans la commune/municipalité de Skenderaj/Srbica et dans le district de Mitrovicë/Kosovska Mitrovica. Selon le recensement kosovar de 2011, elle compte 991 habitants, dont 990 Albanais.

## Démographie

### Évolution historique de la population dans la localité
| 1948 | 1953 | 1961 | 1971 | 1981 | 1991  | 2011 |
| ---- | ---- | ---- | ---- | ---- | ----- | ---- |
| 357  | 378  | 457  | 678  | 882  | 1 044 | 991  |

|  |